# Джунковский, Фёдор Степанович
Фёдор Степанович Джунковский (20 сентября 1816 — 16 февраля 1879) — российский военный деятель, генерал-лейтенант (1873). Один из ключевых организаторов Военных реформ царя Александра II. Отец московского губернатора и командира корпуса жандармов В. Ф. Джунковского (1865—1938).

## Биография
Выходец из семьи Джунковских, дворян Полтавской губернии. Сын тайного советника С. С. Джунковского (1762—1839). Окончил 1-й кадетский корпус, откуда в 1835 году был выпущен корнетом в Ольвиопольский 7-й уланский полк. Оттуда в 1843 году перевёлся в Лейб-гвардии Уланский полк. Два года спустя был назначен старшим адъютантом штаба Гвардейского кавалерийского корпуса и в этой должности участвовал в подавлении Венгерского восстания в 1849 году.
Во время Крымской войны Джунковский служил в войсках, оставленных в окрестностях Санкт-Петербурга для отражения так и не состоявшейся англо-французской атаки. В 1856 году, продолжая службу в штабе Гвардейского кавалерийского корпуса, был произведён в полковники. С 1862 года состоял офицером для особых поручений при командире корпуса, а в следующем году был произведен в генерал-майоры «с зачислением по армейской кавалерии» (т.е. без должности в ожидании вакансии).
Уже в следующем 1864 году Джунковский был назначен начальником канцелярии генерал-инспектора кавалерии великого князя Николая Николаевича (Старшего), а с 1867 года одновременно с этим являлся членом Главного комитета по устройству и образованию войск, активно участвовал в проведении масштабной военной реформы. За успешную работу в комитете Джунковский в 1873 году был произведен в генерал-лейтенанты, а в 1877 году назначен председателем комитета. 14 мая 1878 года Джунковский был назначен состоять при генерал-инспекторе кавалерии, оставаясь при этом председателем комитета, но год спустя скончался.
Генерал-лейтенант Джунковский имел все российские ордена до ордена Святой Анны 1-й степени включительно и много иностранных. Женат он был на Марии Карловне Рашет, внучке работавшего в России французского скульптора Жана (Якова Ивановича) Рашетта  (1744—1809). Их сыном был Владимир Фёдорович Джунковский (1865—1938), генерал-лейтенант, московский губернатор (1908—1913) и командир корпуса жандармов (1913—1915), мемуарист.

## Дальнейшее чтение
- Мемуары сына: Джунковский В.Ф. Воспоминания 1905-1917 гг. / В 3-х томах. — М.: Изд. им. Сабашниковых, 1997-2015.